# Station Wegberg
Station Wegberg (Duits: Bahnhof Wegberg) is een station in Wegberg in de Duitse deelstaat Noordrijn-Westfalen. Het station ligt aan de lijn Rheydt - Dalheim. Naast spoor 1, dat als perronspoor fungeert, is er ook nog een tweede spoor aanwezig, dat als uitwijkspoor dient. Dit kan worden gebruikt om een goederentrein richting het testcentrum van Siemens in Wegberg-Wildenrath aan de kant te nemen. 
Naast de twee sporen, is er op het spoorwegterrein ook nog een tweetal seinhuizen aanwezig. Het ene seinhuis, Wf, huisvest de treindienstleider. Het andere seinhuis, Wegberg Ost (Wo),  wordt slechts gebruikt om de wissels en seinen te bedienen.

## Treinverbindingen
| Serie | Treinsoort               | Route                                                                                        | Bijzonderheden     |
| ----- | ------------------------ | -------------------------------------------------------------------------------------------- | ------------------ |
| RB 34 | Regionalbahn (VIAS GmbH) | Mönchengladbach Hbf – Rheydt Hbf – Mönchengladbach-Rheindahlen – Wegberg – Arsbeck – Dalheim | Schwalm-Nette-Bahn |

0,0: Rheydt Hbf ·
1,4: Rheydt Gbf ·
5,3: Mönchengladbach-Günhoven ·
7,4: Mönchengladbach-Rheindahlen ·
9,5: Mönchengladbach-Genhausen ·
12,8: Wegberg ·
18,1: Arsbeck ·
20,1: Dalheim